# Hørning Sogn (Randers Kommune)
 Denne artikel omhandler Hørning Sogn (Randers Kommune). Der er også andre sogne med dette navn, se Hørning Sogn.
Hørning Sogn er et sogn i Randers Søndre Provsti (Århus Stift).
I 1800-tallet var Hørning Sogn anneks til Årslev Sogn. Begge sogne hørte til Sønderhald Herred i Randers Amt. Hørning Sogn tilhørte Årslev-Hørning-Lime Kommune fra 1842 til 1851 og Årslev-Hørning Kommune fra 1852 til 1970. Årslev-Hørning Kommune blev ved kommunalreformen i 1970 indlemmet i Sønderhald Kommune, som ved strukturreformen i 2007 blev delt mellem Norddjurs Kommune og Randers Kommune. Hørning Sogn kom til Randers Kommune.
I Hørning Sogn ligger Hørning Kirke.
I sognet findes følgende autoriserede stednavne:
- Brattingsborg (areal)
- Fløjstrup (bebyggelse, ejerlav)
- Fløjstrup Kær (bebyggelse)
- Gundestrup (bebyggelse, ejerlav)
- Hald sø (Hørning Sogn) (areal)
- Hørning (bebyggelse, ejerlav)
- Krogsager (bebyggelse, ejerlav)
- Lund (bebyggelse, ejerlav)
- Mosekær (bebyggelse, ejerlav), som regel stavet Moeskær.
- Møgelhøj (areal)
- Råballe (bebyggelse, ejerlav)
- Sorthøj (areal)
- Sølund (bebyggelse)
- Tustrup (ejerlav, landbrugsejendom)
- Vasen (bebyggelse)